# Paul Collomb
Pour l’article ayant un titre homophone, voir Paul Collomp.
Paul Collomb né le 8 octobre 1921 à Oyonnax (Ain) et mort le 6 octobre 2010 à Paris 18e, est un peintre, graveur et lithographe français.

## Biographie

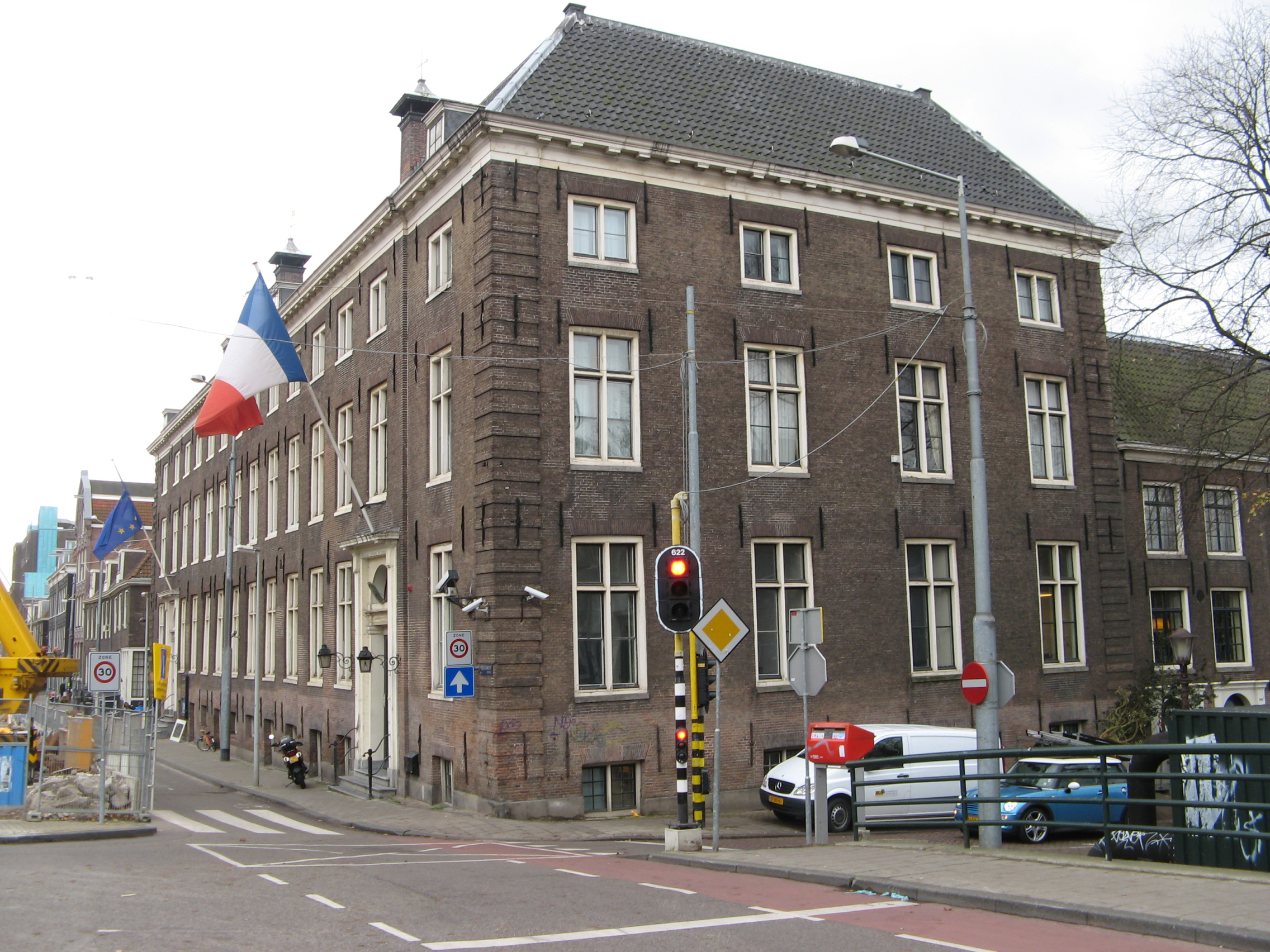
Maison Descartes (Institut français), Amsterdam.

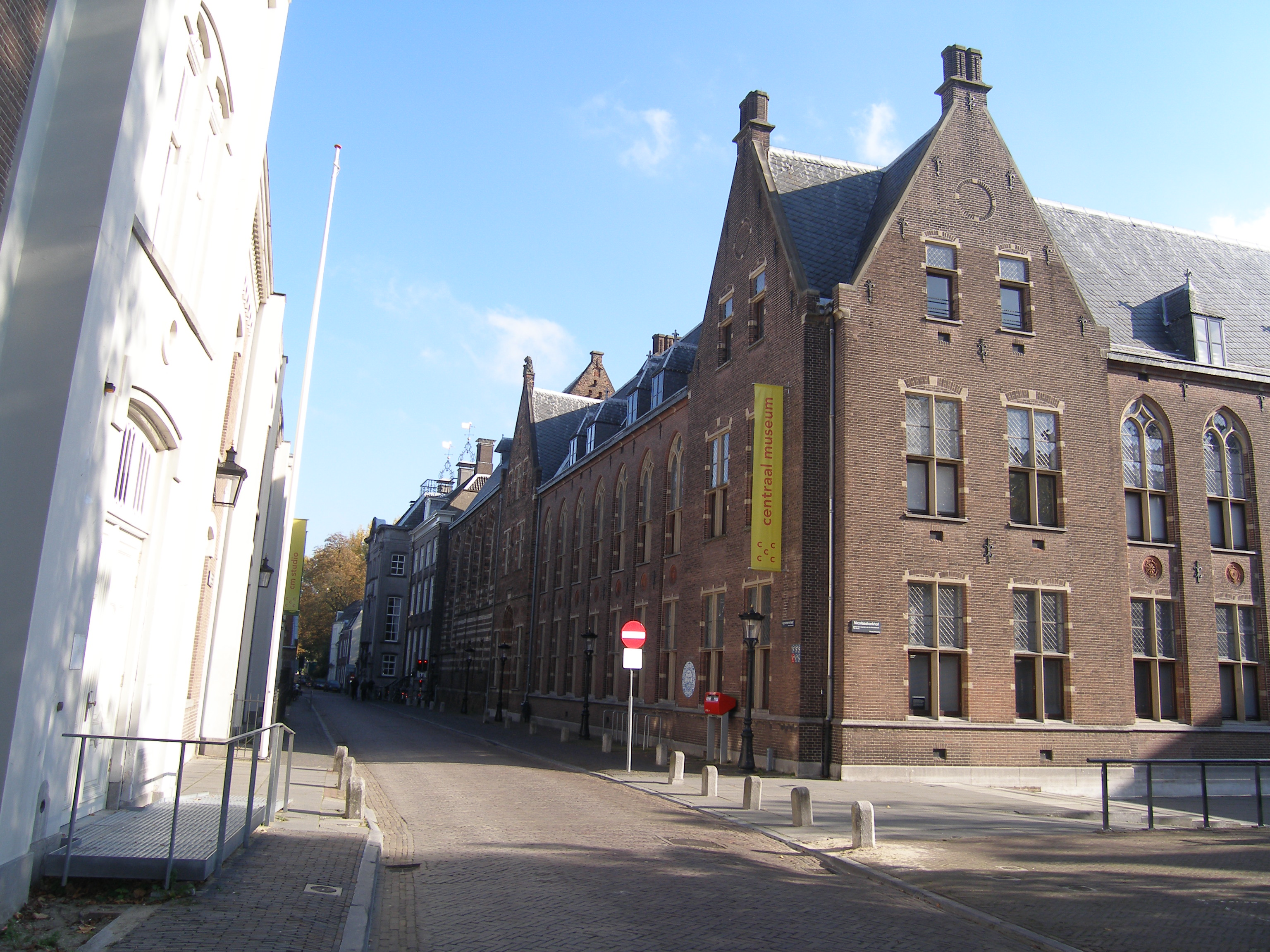
Centraal Museum, Utrecht.

Après sa scolarité dans sa ville natale d'Oyonnax où son père dirige une entreprise de bijouterie, Paul Collomb étudie le dessin à Paris à l'École des arts appliqués. Sa vocation pour la peinture qui s'y affirme est compromise par la Seconde Guerre mondiale où il revient à Oyonnax afin de suppléer son père mobilisé. Appelé alors au Service du travail obligatoire, un long périple le mène en Allemagne, en Russie et en Pologne.
Après la Libération, il est de retour à Paris en octobre 1945 et possède son atelier à la Ruche (celui qu'occupa Marc Chagall) et entre à l'École nationale supérieure des beaux-arts dans l'atelier de Jean Souverbie (1891-1981) avec Jacques Berland. Il y rencontre Joseph Archepel, Mickaël Compagnion, Geoffroy Dauvergne et Jacques Reverchon, de l'atelier de Jean Dupas (1882-1964).
Il concourt en 1950 pour le prix de Rome de peinture, et n'obtient que le premier second grand prix,. Il obtient le prix Fénéon et celui de la Casa de Velázquez en 1951, soit au sein de la 22e promotion artistique. Il fait la connaissance du graveur dessinateur Jean-Marie Granier, alors résident pour la seconde fois, et qui sera plus tard membre de l'Institut. En 1953, il est pensionnaire de l'Institut français à la Maison Descartes d'Amsterdam et sa peinture sera saluée aux Pays-Bas par une exposition personnelle en juin 1954 au Centraal Museum d'Utrecht qui offre au critique d'art Jan Juffermans (nl) de remarquer pour l’Utrechts Nieuwsblad (nl) : « le Centraal Museum d'Utrecht n'a pas coutume d'exposer le travail d'un artiste vivant… Des circonstances surviennent parfois qui justifient l'exception , c'est le cas du peintre français Paul Collomb, âgé de 33 ans, justifié par ses riches qualités qui se révèlent dans le travail exposé ici ».
C'est sous la présidence de Pierre Descargues, avec pour vice-présidents Paul Rebeyrolle et Gaëtan de Rosnay, qu'il est membre du comité (aux côtés de Paul Aïzpiri, Bernard Buffet, Simone Dat, Michel de Gallard, Pierre Garcia-Fons, Daniel du Janerand, Jean Jansem, Mireille Miailhe, Michel Patrix, Raoul Pradier et Michel Thompson) qui, le 3 mars 1953, fonde l'Association de la Jeune Peinture.
Son fils unique, Pierre, naît en 1955.
Il est inhumé le 13 octobre 2010 au cimetière de Chevrier (Haute-Savoie), village où il résidait et peignait plusieurs mois de chaque année et où un square porte aujourd'hui son nom.

## Œuvre
Paul Collomb est reconnu internationalement, comme l'attestent les expositions qui lui ont été consacrées aux États-Unis ou au Japon. Il a beaucoup voyagé et a été inspiré par l'Espagne. Il expose dans la plupart des salons parisiens, en particulier au Salon Comparaisons dans le groupe de Maurice Boitel. Il s'est impliqué dans la conservation du patrimoine culturel pictural et sculptural, issu du 1 % artistique, notamment pour les peintures monumentales.
Voulant mettre en évidence les différentes étapes de la création de Paul Collomb, l'analyse formelle des œuvres clés permet une mise en lumière des choix de l'artiste dont chaque toile est une étape. Des tâtonnements de l'extrême jeunesse à l'élaboration de son langage, l'art de Collomb réside en une succession de créations s'enchaînant les unes à la suite des autres. Paul Collomb explique lui-même qu'il peint « par réaction inverse » tout comme l'explicite le thème des jardins et des natures mortes entraînant pour lui l'impérative nécessité de passer subitement à de toutes autres études telles que les plages et mer de Normandie, opposant ainsi la différence de leur thème de même que les réponses d'harmonies et de composition bien différentes.
Marqué originellement par les influences de Georges Braque et Pablo Picasso, c'est à la fin des années 1940 que le langage pictural de l'artiste évolue très sensiblement, prenant conscience que ses créations « sous influence » dérivaient en « un jeu gratuit » avec une perte du sentiment initial. En 1950, Paul Collomb décide de faire table rase et de renouer avec la nature en l'étudiant tout particulièrement ; il s'ensuit ses études d'êtres humains, d'arbres, d'eau, de nuages. Il se soucie peu des formules, mais approfondit sa compréhension de la manière des Vieux Maîtres. Il accorde ainsi une grande importance à la composition picturale en vue d'exprimer le plus intensément une sensation : il privilégie néanmoins l'instinct à la réflexion et l'intelligence pour obtenir une inflexion, un rythme, une pulsation intérieure. Collomb affirme que l'art se situe en une subtile conjonction entre le sentiment intérieur puis sa re-création ; un aller retour du personnage au signe, va et vient incessant perceptible dans des œuvres telles que La Fiancée juive de Rembrandt ou l'émotion et le trouble se mêlent dans le fait de ne plus savoir si l'on regarde un homme posant la main tendrement sur la poitrine d'une jeune femme ou bien l'enchantement d'un certain ton ivoire posé sur un vieux rouge, délicatement. Ton ivoire qui redevient la main et le vieux rouge la robe, c'est ici que commence le mystère de l'émotion. Pour Paul Collomb il ne faut pas tuer le rêve par la réalisation, l'aboutissement final se matérialisant par l'écriture d'« une sorte de calligraphie se traduisant par la touche ». Pour Paul Collomb, « il est fondamental de ne pas suivre une mode, surtout si elle paraît séduisante, sans faire allusion aux résultats matériels mais aux séductions d'ordre spirituel ». Collomb déteste ce qu'il nomme la peinture « racoleuse », il recherche inversement et fondamentalement une incantation propre motivée par les questions intérieures de l'artiste et du spectateur. Son objectif est de réaliser une œuvre qui résiste à l'usure de l'habitude, c'est en cela que s'exprime l'art de Paul Collomb.

### Gravure
Collomb a produit des eaux-fortes dès 1946, puis de nombreux dessins lithographiques et quelques sérigraphies. En 1978, il publie un essai, À propos de Lithographie (Éditions Alphonse Marré).

### Illustrations
- Philippe Cara Costea (dir.), Sujet no 5. Autoportraits, portefeuille de sérigraphies originales, contient dix autoportraits sérigraphiés par Philippe Cara Costea, Nicolas Carrega, Paul Collomb, Daniel du Janerand, Bernard Lorjou, Yvonne Mottet, Orlando Pelayo, Claude Roederer, Gaëtan de Rosnay, Claude Schurr, tirage limité à 200 exemplaires, La Jeune Peinture, 1951.
- Illustration des Contes de Guy de Maupassant, Club de l'Honnête Homme, huit aquarelles, 1987-1988.
- Pierre Osenat, Il n'y a que la mer, Éditions Jean Grassin, 1999.
- La Semaine Sainte, Séville, Éditions Nanga, 1952, aquarelles et une gravure originale vingt exemplaires de tête et 80 exemplaires numérotés et signés, 2002.

### Œuvres exposées dans des salons
- Le Nu au Fauteuil, 1949, huile sur toile, exposée à Clermont-Ferrand en 2007.
- Paysage de Tolède, 1951, exposé au Salon d'automne.
- Le Passager du Gois, acquis par la Ville d'Angers en 1987.
- Les Grands Champs de Blé, Salon Comparaisons de 1992.
- La Tricoteuse, figure à l'exposition de La Ruche au musée du Montparnasse à Paris en 2003.
- Déjeuner de vacances, Françoise au panier, Salon de Le Poiré-sur-Vie (Vendée) en 2003, parmi douze de ses toiles.
- Homme dans l'Arbre, Le Grand Parapluie, Salon de Bourges en 2003, avec treize autres œuvres.
- La Cueillette de pommes, Compotiers au paysage, Compotier de cerises, Fleuriste devant la mer, Salon de Cannes de 2007.

### Collections publiques

#### Corée du Sud
- Gwangju.

#### Espagne
- Madrid, Casa de Velázquez, Domingo, 1952, huile sur toile, 130 × 81 cm[11].

#### États-Unis
- New-York, Museum of Modern Art.

#### France
- Mairie d'Angers.
- Annecy, musée-château[11] :
  - La Femme au chat, huile sur toile, 116 × 81 cm ;
  - Personnage devant un paysage, huile sur toile, 100 × 73 cm.
- Bagnols-sur-Cèze musée Albert-André : Le Port d'Amsterdam, 1954, huile sur toile[11].
- Belfort, musée de Belfort, Pêcheur debout, 1961, huile sur toile, 162 × 114 cm.
- Besançon, musée des Beaux-Arts et d'Archéologie de Besançon, Le Repas des amis, 1965, huile sur toile, 130 × 162 cm[11].
- Bourg-en-Bresse, musée de Bourg-en-Bresse : Le Facteur de Chevrier, 1965, huile sur toile, 162 × 130 cm[11].
- Chevrier, patrimoine municipal[8].
- Clermont-Ferrand, université, Paysage d'Oyonnax, huile sur toile, 130 × 195 cm[11].
- Fontainebleau, musée de l'Art figuratif.
- Laon, préfecture, La Plage, huile sur toile, 79 × 150 cm[11].
- Montluçon, sous-préfecture, Paysannes dans le verger, huile sur toile, 248 × 105 cm[11].
- Oyonnax, musée municipal : 300 œuvres, dont 83 toiles, 40 aquarelles, 18 pastels, des dessins et des lithographies, donation Paul Collomb[12].
- Les Sables-d'Olonne, musée Sainte-Croix des Sables-d'Olonne.
- Paris :
  - Département des estampes et de la photographie de la Bibliothèque nationale de France : ensemble de l'œuvre gravé[13].
  - École nationale supérieure des beaux-arts.
- Paris :
  - musée national d'Art moderne, huit œuvres, donation Adèle et George Besson[14] :
    - Le Repos des amis, huile sur toile, 130 × 162 cm ;
    - La Branche de pommier, huile sur toile, 54 × 81 cm ;
    - 'Les Piquets dans l'eau à Amsterdam, huile sur toile, 33 × 46 cm ;
    - Le grand Arbre, huile sur bois, 25 × 25 cm ;
    - Paysage de Chevrier, la maison sous les arbres, 1963, huile sur toile, 60 × 73 cm ;
    - Vue du quai de Grenelle, pastel, 50 × 65 cm ;
    - Paysage de Chevrier, pastel sur carton, 43 × 48 cm ;
    - Souvenir d'Yport, aquarelle, 15 × 19 cm.

  - musée d'Art moderne de Paris[11] :
    - Les Amoureux sous les branches, 1964, huile sur toile, 89 × 130 cm ;
    - Dimanche à la maison, huile sur toile, 146 × 114 cm, en dépôt à la mairie du 14e arrondissement de Paris.
    - Le Goûter sous les arbres, huile sur toile, 127 × 161 cm, en dépôt à la mairie du 15e arrondissement de Paris.
- Poitiers, musée Sainte-Croix.
- Saint-Antoine.
- Saint-Claude (Jura), musée de l'Abbaye, trois œuvres (donations Guy Bardone et René Genis)[15] :
  - Marine, pastel, 21 × 24 cm ;
  - Homard bleu, huile sur toile, 35 × 70 cm ;
  - Verger, huile sur toile, 46 × 38 cm ;
- Saint-Cyprien, Fondation Desnoyer.
- Saint-Denis, musée d'Art et d'Histoire, La Fenêtre, 1967, huile sur toile, 130 × 162 cm[11].
- Saint-Maur.
- Toulon, musée d'Art de Toulon.
- Vinay.

#### Indonésie
- Djakarta, musée de Djakarta.

#### Israël
- Tel Aviv, musée d'Art de Tel Aviv.

#### Pays-Bas
- Utrecht, Centraal Museum, Les deux Gitanes, 1952, huile sur toile, 146 × 97 cm.

#### Pologne
- Gdansk.

### Collections particulières référencées
- Collection Georges Renand - Jeannine et Édouard Chapet[16].

## Expositions
- 1947, 1948 : Salon des moins de trente ans, Paris[1].
- 1948 : La Ruche d'hier et d'aujourd'hui, Galerie de Berri, Paris[1].
- 1950 : Premier Salon des Jeunes Peintres, Galerie des Beaux-Arts, Paris[17] ; Salon de mai et Salon des indépendants, Paris.
- 1951 : Galerie Saint-Placide, Paris (première exposition personnelle)[1] ; exposition à Madrid (Espagne) ; Salon d'automne (sociétaire en 1955) ; deuxième Salon de la Jeune Peinture, Galerie des Beaux-Arts, Paris.
- 1953 : Salon des peintres témoins de leur temps, Palais Galliera, Paris ; Galerie Pascaud-Suillerot, Paris.
- juin 1954 : Centraal Museum, Utrecht[18].
- 1954 à 1959 : Salon du dessin et de la peinture à l'eau, Paris.
- Mars 1955 : Galerie Sain-Placide, Paris[19].
- 1956, 1957 : Salon Terres latines, Paris[11].
- 1957 : Galerie Saint-Placide, Paris ; Galerie Demenge, Besançon.
- Juillet-août 1957 : Festival mondial de la jeunesse et des étudiants, Moscou.
- Octobre 1957 : Galerie Talleyrand, Reims.
- 1958 : Galerie La Boutique d'art, Nice.
- 1959 : Galerie Sagot-Le Garrec, Paris ; Galerie Au temps retrouvé, Paris ; L'art au village, Saint-Jeoire-en-Faucigny ; International Galeries, Chicago.
- Février-mars 1960 : Galerie Lorenceau, Paris[20].
- Février-mars 1961 : galerie Lorenceau, Paris.
- 1961 : Salon Comparaisons, Salon d'Automne, Institut Néerlandais.
- mars-avril 1962 : Paul Collomb - Paintings, pastels and drawings, International Galeries, Chicago.
- mai 1963 : Exposition organisée à l'occasion des États généraux du désarmement, Cercle Volney, Paris.
- mars 1964 : Galerie Vendôme, Paris.
- 1964 : Salon des peintres témoins de leur temps, Palais Galliera, Paris ; participation au Groupe international d'art figuratif au Japon.
- 1965 : Salon des peintres témoins de leur temps, Palais Galliera, Paris ;
- Juillet-septembre 1965 : Premier Salon Biarritz - San Sebastián - École de Paris : peinture, sculpture, casino Bellevue, Biarritz et Musée San Telmo, Saint-Sébastien (Espagne)[21] ;
- Octobre 1965 : Galerie Sagot-Le Garrec, Paris ;
- 1965 : Aspects de l'École de Paris - Paul Collomb, Jacques Petit, Albert Zavaro, œuvres récentes, International Galeries, Chicagp.
- 1966 : Le Groupe des Vingt à Souillac et au musée de Cahors.
- 1967 : château de Saint-Ouen (Seine-Saint-Denis) ;
- Juillet-septembre 1967 : musée-château d'Annecy[22].
- Mars-avril 1968 : Galerie Vendôme, Paris.
- Avril-mai 1968 : Peintres de la vie quotidienne - René Aberlenc, Guy Bardone, André Brasilier, Jules Cavaillès, Paul Collomb, René Genis, Paul Guiramand, Pierre Lesieur, Blasco Mentor, André Minaux, Roger Montané, Robert Savary, Jean Vinay, Hôtel Cabu, Orléans.
- 1969 : Casa du Portugal, Paris ; exposition itinérante au Canada ; « La Peinture Contemporaine Française », Tokyo, Manchester.
- Mars 1970 : Paul Collomb - Portugal , galerie Mignon-Massart, Nantes[23] ;
- 1970 : International Gallery, Chicago et Louisville.
- 1971 : Hong-Kong, L'Art Français.
- 1972 : galerie Marcel Guiot, Paris[24] ; galerie Alpha, Vevey.
- 1973 : B.W.A de Gdnynia (Pologne) ; Grenoble ; galerie Marcos Castillo, Caracas.
- Novembre-décembre 1974 : galerie Marcel Guiot, Paris.
- Décembre 1974 - janvier 1975 : Première exposition internationale des arts de Téhéran, Centre des expositions internationales, Téhéran[25].
- Juin 1975 : Arches - Guy Bardone, Jean-Claude Bertrand, Paul Collomb, René Genis, Dominique Mayet, Robert Savary, cellier de Clairvaux, Dijon.
- 1977 : Lake Forest (États-Unis).
- 1978 : galerie Marcel Guiot, Paris.
- 1980 : galerie Marly, Luxembourg.
- 1982 : 1er Salon d'Angers (organisation Jean Commère).
- 1983 : galerie Marcel Guiot, Paris.
- 1984 : expositions itinérantes au Japon.
- 1986 : Paul Collomb, lithographies, Institut franco-japonais de Tokyo ; Oyonnax, Centre culturel Aragon.
- 1987 : Casa de Velãsquez, Caen, Institut de France à Paris, Toulouse, galerie d'Hermance Genève, Avignon, Wimereux chapelle de Chevrier, Salon d'automne, Angers, galerie des Granges à Lyon, Hong-Kong, Japon.
- 1988 : exposition à Hong-Kong, Nîmes à la Galerie des Arts. Grenoble, Barbizon, Avignon, galerie J.M. Menez, Salon Comparaisons, Versailles, galerie Alphonse Marré à Chartres, Grenoble, Salon d'automne, Salon de la Marine à Paris, galerie Triade, Salon du dessin et de la peinture à l'eau, Wimereux.
- 1989 : Grenoble, Lyon, Florence, Saint-Jean-de-Monts ; à partir de juin, expositions itinérantes au Japon ; Grenoble ; Cameroun ; Galerie Marcel Guiot, Paris,
- 1990 : Toulouse, Vonnas, Thonon, Avignon, Fontainebleau, Barbizon, École nationale supérieure des beaux-arts de Paris.
- 1991 : Lyon, Grenoble, Japon ; Assemblée nationale, Paris ; Salon d'Angers ;  Galerie Triade, Barbizon.
- 1992 : Tokyo ; Salon Comparaisons, Paris ; Salon du dessin et de la peinture à l'eau, Paris ; De Bonnard à Baselitz - Dix ans d'enrichissements du cabinet des estampes, Bibliothèque nationale de France, Paris[13] ; Grenoble, Fontainebleau.
- août 1992 : Paul Collomb - Rétrpospective, hôtel de ville d'Angers[26].
- décembre 1992 : Paul Collomb - Toiles récentes, galerie de l'Europe, Nice[26].
- 2000 : Saint-Claude, rétrospective.
- 2003 : musée du Montparnasse, exposition La Ruche (1902-2002) ; invité d'honneur du Salon international de Bourges ; voyage et travail à Marrakech (Maroc) ; Poiré-sur-Vie (Vendée) ; Salon de Beucheley (Yvelines).
- 2004 : Paul Collomb, galerie Vendôme, Paris (mars) ; manoir de Villedoin, Velles ; galerie d'Hermance, Genève ; donation à sa ville natale, Galerie Ex Libris, Oyonnax ; Paul Ambille, Paul Collomb, Thierry Citron, Alain Bellanger, manoir de Villedoin, Velles.
- 2005 : donation seconde partie à sa ville natale (œuvres des années 1950-1975) ; Salon de Bourg-en-Bresse ; Salon de Condé-sur-Noireau ; château de la Bertrandière près de Saint-Étienne.
- 2006 : Paul Collomb, Claude Schürr et Pierre Loeb, galerie Les Artistes Témoins, Nancy ; Genève ; donation à la ville d'Oyonnax, période 1975-2000.
- 2007 : exposition à Nancy ; invité d'honneur de la Ville de Cannes ; exposition au musée d'Art Roger-Quilliot, Clermont-Ferrand ; Salon de la Société nationale des beaux-arts, Paris, présentation de cinq grandes toiles.
- 2008 : Centre culturel Aragon, Oyonnax ; galerie Marie Demange, Paris ; le prieuré, Rethondes.
- Février-avril 2009 : Le rêve et la réalité de Paul Collomb, Crédit mutuel de Bretagne, Brest[27].
- Octobre 2011 - février 2012 : Donation George et Adèle Besson, Musée des Beaux-Arts et d'Archéologie de Besançon[28].
- Décembre 2011 - janvier 2012 : Trente artistes d'Ackermann à Yankel - Paul Ackermann, Rodolphe Caillaux, Jean Cluseau-Lanauve, Paul Collomb, Marcel Mouly, Robert Savary, Jacques Yankel..., La Capitale Galerie, Paris[29].
- Février 2012 : Hommage à Paul Collomb, mairie d'Oyonnax, février 2012[12].
- Juillet-août 2014 : Paul Collomb - Les beaux jours, salle Miklos, Oyonnax[30].
- Juin-octobre 2017 : Années 50 - L'alternative figurative : Paul Aïzpiri, Jean-Pierre Alaux, Paul Collomb, Jean Commère, Raymond Guerrier, Camille Hilaire, Jean Jansem, André Minaux, Michel Patrix, Paul Rebeyrolle, Claude Schürr..., Musée d'Art Roger-Quilliot, Clermont-Ferrand.
- Juillet 2017 : La Jeune Peinture des années 50, musée Baron-Martin, Gray (Haute-Saône).

## Réception critique
- « C'est une peinture heureuse, tendre et robuste, saluée en ces termes par le critique George Besson : "Son pinceau sait -trouver la palette des couleurs vives ou graves qui, bien ordonnées, communiquent un accent personnel à ses fleurs, à la pulpe de ses fruits, à l'enchantement des fenêtres ouvertes sur la ville et ses décors". » - Gérald Schurr[26]
- « Comme il l'explique, le réalisme du début est considéré comme une étape  vers une peinture davantage suggestive... Désormais, la couleur et la lumière s'imposent dans des compositions qui chantent les beautés de la nature. Collomb met en scène des joies simples, celles procurées par des parties de pêche à la ligne ou par un goûter sur l'herbe. Les natures mortes, les bouquets de fleurs, très colorés, occupent une place importante dans l'œuvre, des compositions qui ne figent jamais ses éléments, laissant pressentir qu'ils ont été autres. Quel que soit le sujet, presque toujours, la lumière structure et ordonnance la composition finale. » - Éric Mercier[1]
- « Quand on s'appelle Paul Collomb, on ne s'arrête pas, on explore la piste qu'on a décidé de suivre, même si, initialement, elle passe par Pierre Bonnard. Et il a eu raison, Paul Collomb, car il a trouvé sa voie, sans jamais être un suiveur. Le critique George Besson, le premier, avait discerné l'originalité du peintre natif d'Oyonnax[31]. Très vite, il a été reconnu, invité, des États-Unis au Japon, dans l'Europe entière, démontrant, par un pinceau doté d'une volonté puissante et poétique, qu'il avait sa place parmi ses aïnés et ses contemporains, mieux : leur faisait honneur. » - Bertrand Duplessis[32]

## Récompenses
- 1950 : Premier second au grand prix de Rome pour Dans la nature des jeunes filles expriment le retour du printemps.
- 1951 : prix de la Casa de Velãsquez.
- 1951 : prix Fénéon.
- 1955 : lauréat de la Critique parisienne.
- 1959 : grand prix de la Ville de Nîmes.
- 1968 : prix Francis Smith.
- 1996 : grand prix Carmon décerné par la Fondation Taylor pour son œuvre.
- 1996 : prix O.JI-HO décerné pour la première fois à un européen par le musée de Kwang-Ju.
- 2002 : médaille d'or au Salon Violet à Paris.
- 2004 : médaille d'or des Arts-Sciences-Lettres.
- 2005 : prix Charles-Cottet de Société nationale des beaux-arts.
- 2006 : grand prix Puvis-de-Chavannes.